# Corynoptera praegladiota
Corynoptera praegladiota är en tvåvingeart som beskrevs av Werner Mohrig 1996. Corynoptera praegladiota ingår i släktet Corynoptera och familjen sorgmyggor. Inga underarter finns listade i Catalogue of Life.